# Violet Webb
Pour les personnes ayant le même prénom, voir Violet (homonymie).
Pour les articles homonymes, voir Webb.
Violet Webb (née le 3 février 1915 à Willesden et morte le 27 mai 1999 à Northwood) est une athlète britannique, évoluant sur le sprint.
Avec ses compatriotes Eileen Hiscock, Gwendoline Porter et Nellie Halstead, elle a remporté la médaille de bronze du relais 4 × 100 m aux Jeux olympiques de 1932.
Elle est la mère de l'athlète Janet Simpson et la belle-mère de l'athlète Philippe Clerc.

## Palmarès

### Jeux olympiques d'été
- Jeux olympiques d'été de 1932 à Los Angeles ( États-Unis)
  -  Médaille de bronze en relais 4 × 100 m